# 選前之夜
選前之夜是在投票當日的前一晚所舉辦的造勢大會，在選前一晚候選人或台上的主持人都會呼籲大家投票日當天要去投票，並且候選人會在當晚表明當選後的政見發表會，這是一種民主國家特有的活動。
選前之夜通常是中間流離票選民決定是否票選該參選人的關鍵時刻。之後會有一個禁止拉票時段。